# Proserpine (Lully)

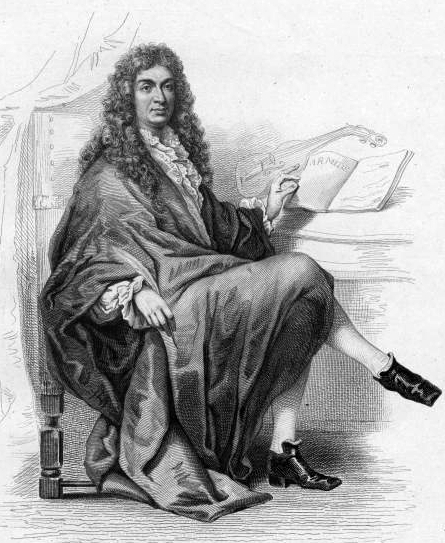
Jean-Baptiste Lully

Proserpine är en opera (tragédie en musique) i en prolog och fem akter med musik av Jean-Baptiste Lully och libretto av Philippe Quinault.

## Historia
Proserpine var den första opera där Lully använde sig av accompagnato-recitativ. Verket hade premiär den 3 februari 1680 på slottet Château de Saint-Germain-en-Laye utanför Paris.

## Personer
- La Paix (Freden) (sopran)
- La Félicité (Lyckan) (sopran)
- L'Abondance (Överflödet) (sopran)
- La Discorde (Osämjan) (tenor)
- La Victoire (Segern) (sopran)

- Pluton (bas)
- Ascalaphe (Ascalaphus), son till Acheron (bas)
- Proserpine (sopran)
- Cérès (Ceres) (sopran)
- Jupiter (bas)
- Alphée (Alpheios) (haute-contre)
- Aréthuse (Arethusa) (sopran)
- Mercure (Mercurius) (tenor)
- Cyané, en nymf (sopran)
- Crinise (basse-taille)
- Furier (2 tenorer och en basse-taille)
- En ande (sopran)

## Handling
Pluton har rövat bort Proserpine från hennes mor Ceres. Jupiter dömer honom till att dela henne med Ceres.